# Rajd Rosji 2009
Rezultaty Rajdu Rosji (Rally Russia 2009), eliminacji Intercontinental Rally Challenge w 2009 roku, który odbył się w dniach 9 lipca - 11 lipca. Była to szósta runda IRC w tamtym roku oraz czwarta szutrowa. Bazą rajdu było miasto Wyborg. Zwycięzcami rajdu została fińska załoga Juho Hänninen i Mikko Markkula jadąca Škodą Fabią S2000. Wyprzedzili oni Czechów Jana Kopeckiego i Petra Starego w Škodzie Fabii S2000 oraz Włochów Giandomenico Basso i Mitię Dottię we Fiacie Abarth Grande Punto S2000.

## Klasyfikacja ostateczna
| Miejsce                  | Zawodnik                 | Pilot                    | Samochód                       | Czas                     | Strata                   | Punkty                   |
| IRC (punktowane pozycje) | IRC (punktowane pozycje) | IRC (punktowane pozycje) | IRC (punktowane pozycje)       | IRC (punktowane pozycje) | IRC (punktowane pozycje) | IRC (punktowane pozycje) |
| ------------------------ | ------------------------ | ------------------------ | ------------------------------ | ------------------------ | ------------------------ | ------------------------ |
| 1.                       | Juho Hänninen            | Mikko Markkula           | Škoda Fabia S2000              | 1:45:15.2                |                          | 10                       |
| 2.                       | Jan Kopecký              | Petr Starý               | Škoda Fabia S2000              | 1:46:36.1                | +1:20.9                  | 8                        |
| 3.                       | Giandomenico Basso       | Mitia Dottia             | Fiat Abarth Grande Punto S2000 | 1:49:21.2                | +4:06.0                  | 6                        |
| 4. (5.)                  | Guy Wilks                | Phil Pugh                | Proton Satria Neo S2000        | 1:51:48.2                | +6:33.0                  | 5                        |
| 5. (6.)                  | Franz Wittmann Jr.       | Bernhard Ettel           | Mitsubishi Lancer Evo IX       | 1:54:22.3                | +9:07.1                  | 4                        |
| 6. (7.)                  | Anton Alén               | Timo Alanne              | Fiat Abarth Grande Punto S2000 | 1:57:46.0                | +12:30.8                 | 3                        |
| 7. (8.)                  | Borys Zimin              | Jewgienij Żiwogłazow     | Mitsubishi Lancer Evo IX       | 2:01:09.1                | +15:53.9                 | 2                        |
| 8. (10.)                 | Kaspar Koitla            | Ain Heiskonen            | Honda Civic Type-R             | 2:05:20.1                | +20:04.9                 | 1                        |

## Zwycięzcy odcinków specjalnych
| Dzień      | Odcinek | G. rozp. | Nazwa           | Długość  | Zwycięzca        | Czas    | Lider rajdu   |
| ---------- | ------- | -------- | --------------- | -------- | ---------------- | ------- | ------------- |
| 1 (9 LIP)  | SS1     | 19:58    | Jaszyno 1       | 15.14 km | Juho Hänninen    | 8:42.1  | Juho Hänninen |
| 1 (9 LIP)  | SS2     | 20:20    | Kutuzowo 1      | 10.35 km | Juho Hänninen    | 5:37.4  | Juho Hänninen |
| 1 (9 LIP)  | SS3     | 21:55    | Jaszyno 2       | 15.14 km | Juho Hänninen    | 8:37.0  | Juho Hänninen |
| 1 (9 LIP)  | SS4     | 22:17    | Kutuzowo 2      | 10.35 km | Juho Hänninen    | 5:32.0  | Juho Hänninen |
| 2 (10 LIP) | SS5     | 10:56    | Drużnoselie 1   | 9.17 km  | odcinek odwołany | -       | Juho Hänninen |
| 2 (10 LIP) | SS6     | 11:39    | Łosewo 1        | 20.22 km | Juho Hänninen    | 11:31.0 | Juho Hänninen |
| 2 (10 LIP) | SS7     | 12:12    | Topołki 1       | 29.31 km | Juho Hänninen    | 16:12.4 | Juho Hänninen |
| 2 (10 LIP) | SS8     | 15:03    | Drużnoselie 2   | 9.17 km  | Juho Hänninen    | 4:15.8  | Juho Hänninen |
| 2 (10 LIP) | SS9     | 13:59    | Łosewo 2        | 20.22 km | Juho Hänninen    | 11:27.9 | Juho Hänninen |
| 2 (10 LIP) | SS10    | 16:19    | Topołki 1       | 29.31 km | odcinek odwołany | -       | Juho Hänninen |
| 3 (11 LIP) | SS11    | 11:06    | Dubinino 1      | 8.65 km  | Anton Alén       | 4:22.2  | Juho Hänninen |
| 3 (11 LIP) | SS12    | 11:24    | Pieriewoznoje 1 | 10.93 km | Juho Hänninen    | 6:50.2  | Juho Hänninen |
| 3 (11 LIP) | SS13    | 12:03    | Borowinka 1     | 15.91 km | Juho Hänninen    | 11:00.6 | Juho Hänninen |
| 3 (11 LIP) | SS14    | 13:20    | Dubinino 2      | 8.65 km  | Juho Hänninen    | 4:17.2  | Juho Hänninen |
| 3 (11 LIP) | SS15    | 13:38    | Pieriewoznoje 2 | 10.93 km | Juho Hänninen    | 6:45.3  | Juho Hänninen |